# God Tussi Great Ho
God Tussi Great Ho è un film del 2008 diretto da Rumi Jaffrey.